# Discografia de Fresno
A discografia da banda Fresno contém nove álbuns de estúdio, três álbuns ao vivo, uma demo, dois EPs e uma mixtape, além de dois DVDs.
Em 2003, a banda lança seu primeiro álbum, Quarto dos Livros, pelo selo Sweet Salt. Em 2004, a banda lança seu segundo álbum, O Rio, a Cidade, a Árvore, pelo selo RCT. Em 2006, com o álbum Ciano, terceiro trabalho, pelo selo Terapia Records, o grupo tornou-se conhecido em todo Brasil.
Em 2008, a banda assina com a Universal Music e lança o álbum Redenção, recebendo grande aceitação do público e marcando sucessos como "Uma Música", "Pólo" e "Desde Quando Você Se Foi". Em 2010, o grupo lança seu quinto álbum, intitulado Revanche.
Em 2011, a banda volta a ser independente e lança o EP Cemitério das Boas Intenções. Em 2012, é lançado o álbum Infinito, com muita influência de bandas alternativas como Muse e Thirty Seconds to Mars. Em 2014, lançam seu segundo EP, Eu Sou a Maré Viva, mostrando cada vez mais as influência da banda e contando também com participação do cantor Lenine e do rapper Emicida na música Manifesto, esta foi a primeira faixa em toda a carreira da banda a ter participações especiais.
Em 2015, lançam seu primeiro álbum ao vivo, Fresno 15 Anos ao Vivo, gravado em outubro de 2014, no Audio Club, em São Paulo.

## Álbuns

### Álbuns de estúdio
| Álbum                         | Detalhes                                                                                           | Certificações |
| ----------------------------- | -------------------------------------------------------------------------------------------------- | ------------- |
| Quarto dos Livros             | - Lançamento: 10 de abril de 2003 - Formato: CD - Gravadora: Sweet Salt                            |               |
| O Rio, a Cidade, a Árvore     | - Lançamento: 9 de dezembro de 2004 - Formato: CD - Gravadora: RCT                                 |               |
| Ciano                         | - Lançamento: 24 de junho de 2006 - Formato: CD - Gravadora: Terapia                               |               |
| Redenção                      | - Lançamento: 15 de abril de 2008 - Formato: CD, download digital - Gravadora: Arsenal • Universal | - : Ouro      |
| Revanche                      | - Lançamento: 13 de julho de 2010 - Formato: CD, download digital - Gravadora: Arsenal • Universal |               |
| Infinito                      | - Lançamento: 1 de novembro de 2012 - Formato: CD, download digital - Gravadora: Independente      |               |
| A Sinfonia de Tudo Que Há     | - Lançamento: 13 de outubro de 2016 - Formato: CD, download digital - Gravadora: BMG               |               |
| Sua Alegria Foi Cancelada     | - Lançamento: 5 de julho de 2019 - Formato: CD, download digital - Gravadora: BMG                  |               |
| Inventário                    | - Lançamento: 13 de outubro de 2021 - Formato: CD, download digital - Gravadora: BMG               |               |
| Vou Ter Que Me Virar          | - Lançamento: 5 de novembro de 2021 - Formato: CD, download digital - Gravadora: BMG               |               |
| Eu Nunca Fui Embora - Parte 1 | - Lançamento: 5 de abril de 2024 - Formato: CD, download digital - Gravadora: Fresno/Elemess       |               |
| Eu Nunca Fui Embora - Parte 2 | - Lançamento: 26 de setembro de 2024 - Formato: CD, download digital - Gravadora: Fresno/Elemess   |               |

### Álbuns ao vivo
| Álbum                                                                | Detalhes                                                                               |
| -------------------------------------------------------------------- | -------------------------------------------------------------------------------------- |
| MTV ao Vivo: 5 Bandas de Rock (com Forfun, Hateen, Moptop e NX Zero) | - Lançamento: 22 de maio de 2007 - Formatos: CD - Gravadora: Universal                 |
| 15 Anos ao Vivo                                                      | - Lançamento: 23 de abril de 2015 - Formato: CD, download digital - Gravadora: Sony    |
| Ciano ao Vivo                                                        | - Lançamento: 5 de setembro de 2016 - Formato: Download digital - Gravadora: BMG       |
| Natureza Caos: Live                                                  | - Lançamento: 22 de fevereiro de 2019 - Formato: CD, download digital - Gravadora: BMG |
| VTQM Tour (Live)                                                     | - Lançamento: 19 de maio de 2023 - Formato: CD, download digital - Gravadora: BMG      |
| Quarto Dos Livros (20 Anos) [Live]                                   | - Lançamento: 25 de agosto de 2023 - Formato: CD, download digital - Gravadora: BMG    |

### EPs
| Álbum                        | Detalhes                                                                                       |
| ---------------------------- | ---------------------------------------------------------------------------------------------- |
| O Acaso do Erro              | - Lançamento: 2001 - Formato: CD, download digital - Gravadora: Independente                   |
| Cemitério das Boas Intenções | - Lançamento: 12 de dezembro de 2011 - Formato: CD, download digital - Gravadora: Independente |
| Eu Sou a Maré Viva           | - Lançamento: 31 de março de 2014 - Formato: CD, download digital - Gravadora: Independente    |

### Álbuns de vídeo
| Álbum                                                                | Detalhes |
| -------------------------------------------------------------------- | --- |
| MTV ao Vivo: 5 Bandas de Rock (com Forfun, Hateen, Moptop e NX Zero) | Show com Forfun, Hateen, Moptop e NX Zero no Via Funchal, São Paulo. - Lançamento: 22 de maio de 2007 - Formato: DVD - Gravadora: Universal |
| O Outro Lado da Porta                                                | Performance em estúdio. - Lançamento: 13 de julho de 2009 - Formato: DVD - Gravadora: Arsenal • Universal                                   |
| Fresno 15 Anos ao Vivo                                               | Show no Audio Club, São Paulo. - Lançamento: 23 de abril de 2015 - Formato: DVD - Gravadora: Sony                                           |

## Singles

### Como artista principal
| Ano  | Título                                                           | Certificações | Álbum                         |
| ---- | ---------------------------------------------------------------- | ------------- | ----------------------------- |
| 2003 | "Stonehenge"                                                     |               | Quarto dos Livros             |
| 2004 | "Onde Está"                                                      |               | O Rio, a Cidade, a Árvore     |
| 2005 | "Impossibilidades"                                               |               | O Rio, a Cidade, a Árvore     |
| 2005 | "Duas Lágrimas"                                                  |               | O Rio, a Cidade, a Árvore     |
| 2006 | "Quebre as Correntes"                                            |               | Ciano                         |
| 2006 | "O Que Hoje Você Vê"                                             |               | Ciano                         |
| 2007 | "Polo"                                                           |               | Redenção                      |
| 2008 | "Uma Música"                                                     | - : Ouro      | Redenção                      |
| 2008 | "Alguém que te Faz Sorrir"                                       | - : Platina   | Redenção                      |
| 2009 | "Desde Quando Você se Foi"                                       |               | Redenção                      |
| 2009 | "Redenção"                                                       | - : Ouro      | Redenção                      |
| 2010 | "Deixa o Tempo"                                                  |               | Revanche                      |
| 2010 | "Eu Sei"                                                         |               | Revanche                      |
| 2011 | "Revanche"                                                       |               | Revanche                      |
| 2011 | "Porto Alegre"                                                   |               | Revanche                      |
| 2012 | "Infinito"                                                       |               | Infinito                      |
| 2012 | "Maior que as Muralhas"                                          |               | Infinito                      |
| 2013 | "Farol"                                                          |               | Infinito                      |
| 2014 | "Sobreviver e Acreditar"                                         |               | Infinito                      |
| 2014 | "À Prova de Balas"                                               |               | Eu Sou a Maré Viva            |
| 2014 | "Manifesto" (part. Lenine e Emicida)                             |               | Eu Sou a Maré Viva            |
| 2015 | "Acordar"                                                        |               | Fresno 15 Anos ao Vivo        |
| 2016 | "Poeira Estelar"                                                 |               | A Sinfonia de Tudo Que Há     |
| 2017 | "O Ar"                                                           |               | A Sinfonia de Tudo Que Há     |
| 2017 | "Onde Fica A Estrela"                                            |               | A Sinfonia de Tudo Que Há     |
| 2018 | "Hoje Sou Trovão, parte 2" (part. Caetano Veloso e Rashid)       |               | Não adicionado à nenhum álbum |
| 2018 | "Natureza Caos"                                                  |               | Sua Alegria Foi Cancelada     |
| 2018 | "Convicção"                                                      |               | Sua Alegria Foi Cancelada     |
| 2019 | "De Verdade"                                                     |               | Sua Alegria Foi Cancelada     |
| 2020 | "Cada Acidente"                                                  |               | Sua Alegria Foi Cancelada     |
| 2020 | "Isso Não é um Teste"                                            |               | Sua Alegria Foi Cancelada     |
| 2021 | "Vou Ter Que Me Virar"                                           |               | Vou Ter Que Me Virar          |
| 2021 | "Já Faz Tanto Tempo" (part. Lulu Santos)                         |               | Vou Ter Que Me Virar          |
| 2022 | "Casa Assombrada"                                                |               | Vou Ter Que Me Virar          |
| 2023 | "Agora Deixa"                                                    |               | VTQMV Tour (Live)             |
| 2023 | "Fudeu!!!"                                                       |               | VTQMV Tour (Live)             |
| 2023 | "Eu Nunca Fui Embora"                                            |               | Eu Nunca Fui Embora           |
| 2024 | "Eu Te Amo / Eu Te Odeio (Iô-Iô) + Disk Me" (part. Pablo Vittar) |               | Eu Nunca Fui Embora           |
| 2024 | "Me And You (Foda Eu E Você)"                                    |               | Eu Nunca Fui Embora           |
| 2024 | "Camadas" (solo ou part. Chitãozinho & Xororó)                   |               | Eu Nunca Fui Embora           |
| 2025 | "Se Eu For Eu Vou Com Você" (part. NX Zero)                      |               | Eu Nunca Fui Embora           |

### Como artista convidado
| Título                                    | Ano  | Álbum                         |
| ----------------------------------------- | ---- | ----------------------------- |
| "Cicatriza" (Sebastianismos part. Fresno) | 2021 | Não adicionado à nenhum álbum |

### Singles promocionais
| Título                                     | Ano  | Álbum                         |
| ------------------------------------------ | ---- | ----------------------------- |
| "Crocodila"                                | 2012 | Cemitério das Boas Intenções  |
| "Eva" (part. Far from Alaska)              | 2020 | Não adicionado à nenhum álbum |
| "Broken Dreams" (part. Jason Aalon Butler) | 2020 | Não adicionado à nenhum álbum |

## Videoclipes
- "Onde Está" (2004)
- "Onde Está" - 2ª versão (2005)
- "Quebre as Correntes" (2006)
- "Pólo" - (2007)
- "Alguém Que Te Faz Sorrir" (2008)
- ''Uma Música'' (2009)
- "Desde Quando Você Se Foi" (2009)
- "Deixa o Tempo" (2010)
- "Eu Sei" (2010)
- "Porto Alegre" (2011)
- "Sentado à Beira do Caminho" (2012)
- "Infinito" (2012)
- "Crocodilia" - webclipe (2012)
- "Maior Que as Muralhas" (2013)
- ''Sutjeska / Farol'' (2013)
- ''Sobreviver e Acreditar'' (2014)
- "Acordar" (2015)
- ''Poeira Estelar'' (2016)
- "O Ar" (2017)
- "Onde Fica A Estrela" (2017)
- "Convicção" (2018)
- "Hoje Sou Trovão, parte 2 (ft. Rashid, Caetano Veloso)" (2018)
- "De Verdade" (2019)
- "Cada Acidente (feat. Tuyo)" (2020)
- "Isso Não é um Teste" (2020)
- "Vou Ter Que Me Virar" (2021)
- "Já Faz Tanto Tempo (feat. Lulu Santos)" (2021)
- "Eu Nunca Fui Embora" (2023)
- "Eu Te Amo, Eu Te Odeio (feat. Pabllo Vittar)" (2024)